# Итальянские колонисты на Додеканесских островах

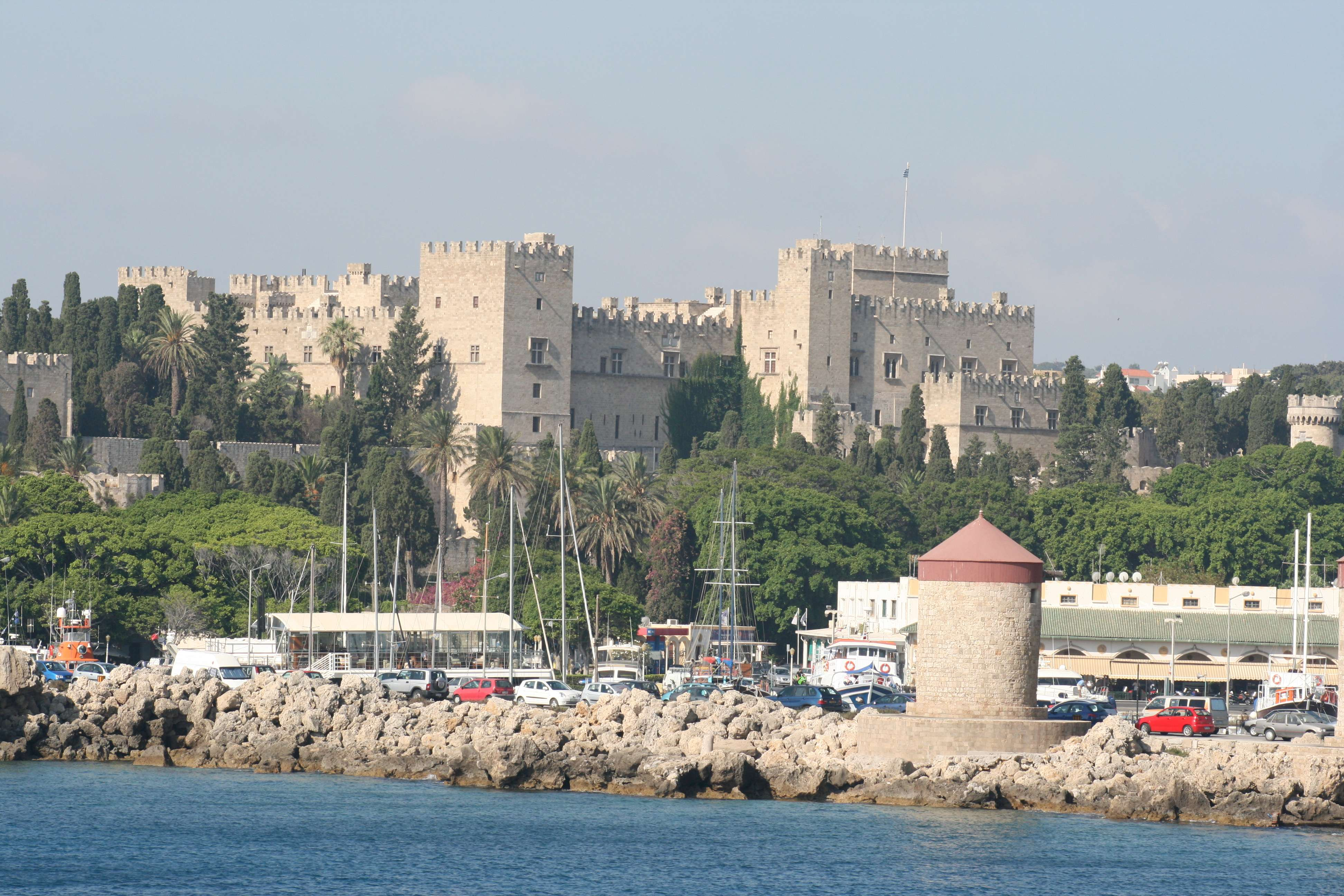
Родосская крепость, восстановленная из руин итальянцами в 1930-х годах

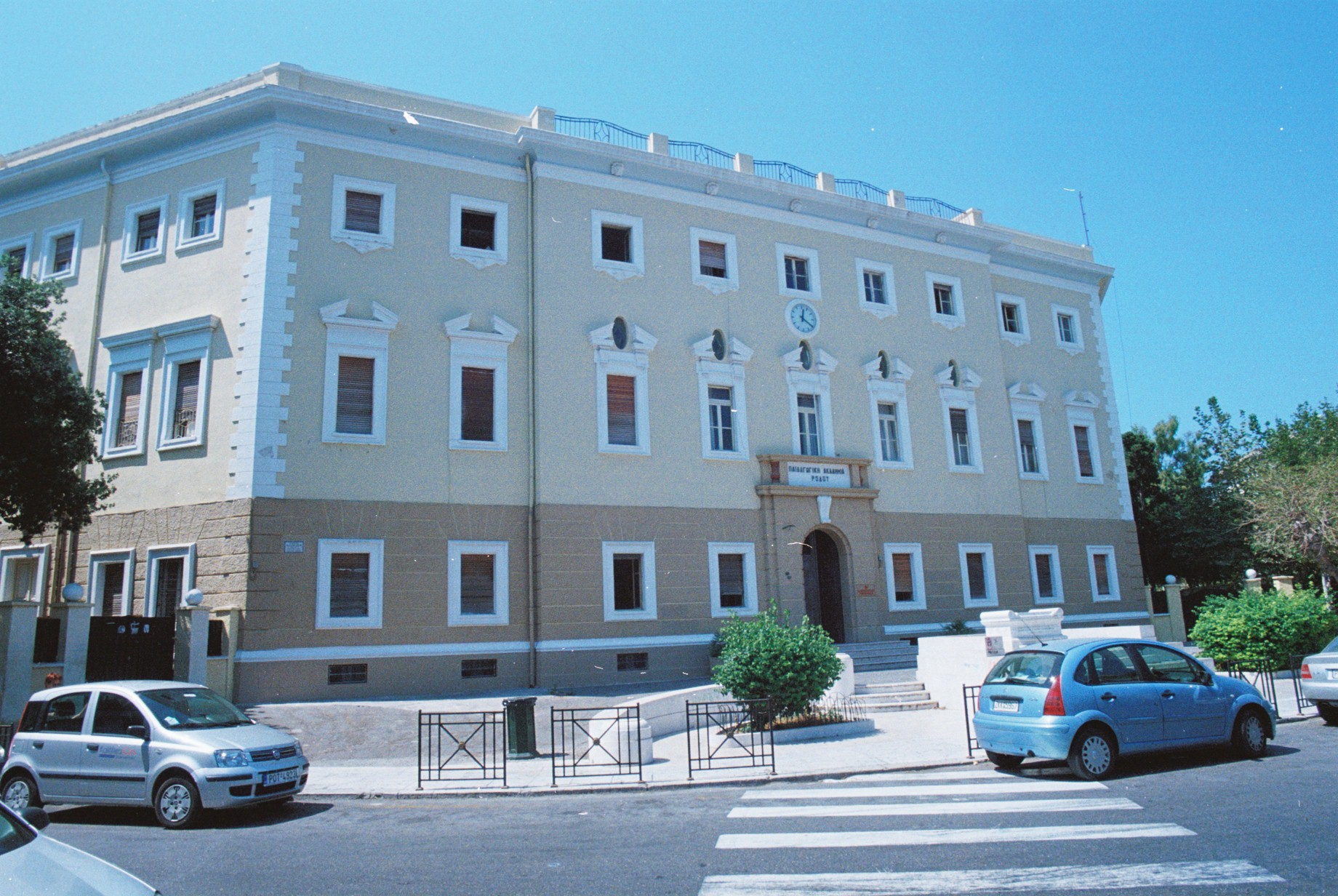
Мужская средняя школа

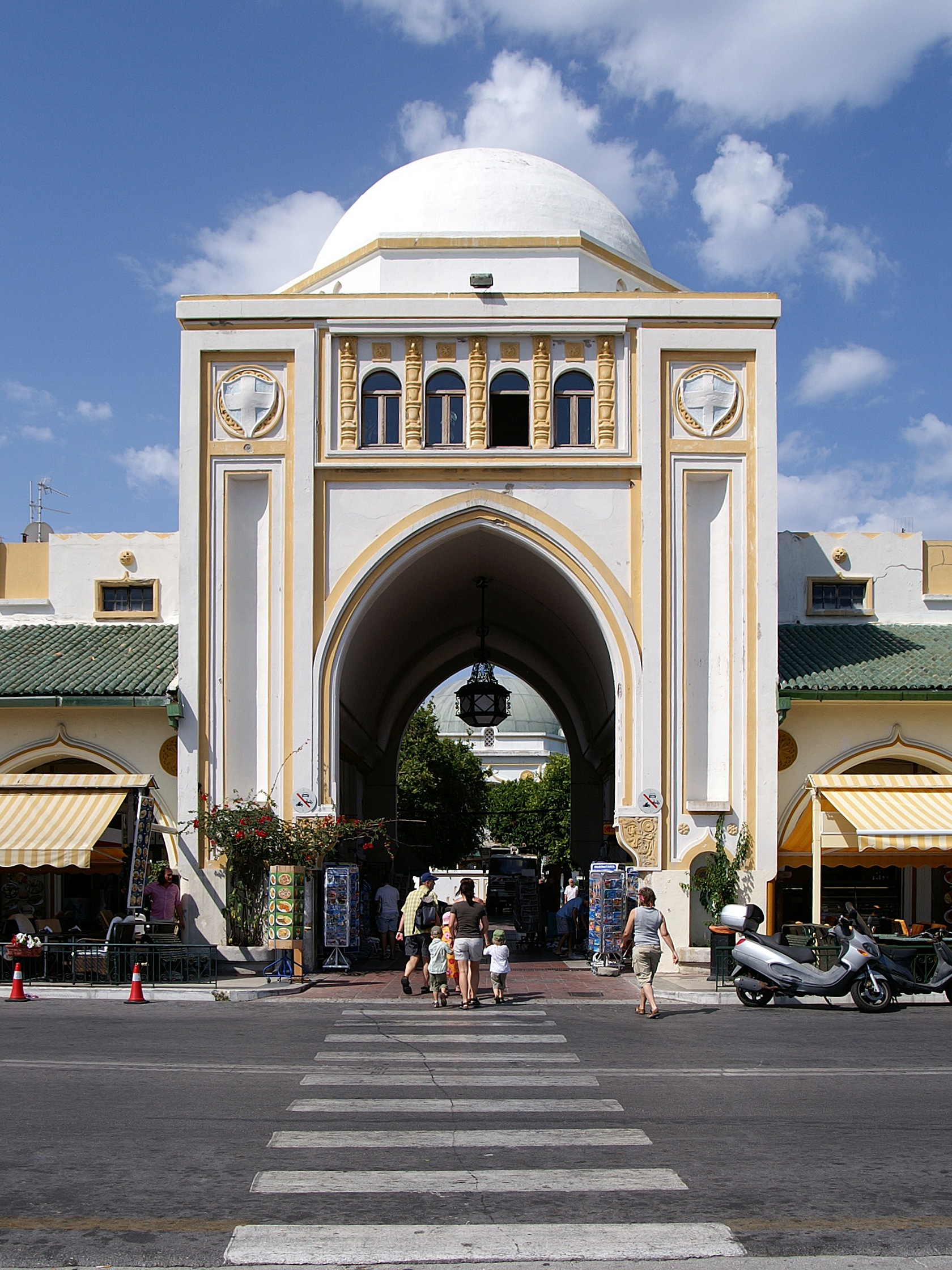
Рынок в Родосе, арх. Флорестано Ди Фаусто

Итальянские колонисты на Додеканесских островах (итал. Coloni italiani nel Dodecaneso, греч. Ιταλοκρατία στα Δωδεκάνησα) —  итальянские колонисты-переселенцы, получившие  земельные наделы на занятых Италией в 1911 году Додеканесских островах с целью активной итальянизации территорий, оккупированных Италией в ходе Итало-турецкой войны.

## Предыстория
Острова Додеканес были оккупированы итальянцами в ходе Итало-турецкой войны 1911—1912 годов. Изначально предполагалось установить там лишь временную военную итальянскую администрацию, однако же, вскоре разразилась Первая мировая война, в которой итальянцы и турки вновь стали противоборствующими сторонами. По итогам Первой мировой войны, Италия обязывалась уступить все острова, кроме Родоса, Греции, тем не менее это не было выполнено из-за поражения греков в Малоазийском походе. Острова стали окончательно владением Италии в 1923 году в соответствии с Лозаннским мирным договором.

## История
После прихода к власти в 1922 фашистов во главе с Бенито Муссолини была начата постепенная реализация политики реальной колонизации островов, предусматривающей переселение туда большого количества итальянских колонистов и массовой «итальянизации» местного населения. Итальянская администрация всячески способствовала притоку итальянских переселенцев на острова, но больших успехов в этом деле не достигла: по данным переписи 21 апреля 1936 года, на Додеканесских островах проживало 7015 итальянских колонистов, большинство из которых поселилось на островах Родос, Лерос и Кос. В то время как итальянцы на Родосе и Косе, как правило, занимались фермерством, переселенцы на Лерос предпочитали военную или государственную службу в городе Портолаго.
Когда в сентябре 1943 года после высадки Союзников на Сицилии и юге Италии правительство Муссолини было свергнуто и подписано перемирие между новым итальянским правительством и Союзниками, Додеканесские острова стали ареной битвы между англичанами и немцами. Итальянские войска первоначально большей частью поддержали англичан, однако были разбиты; многим удалось бежать в Турцию, где они были интернированы, часть же попавших в плен к немцам были расстреляны в ходе так называемой резни на острове Кос. При этом остров Калиостро (Кастелоризо) был занят и удержан британскими войсками. Додеканесская операция стала одной из последних крупных побед Германии в войне, и острова остались под немецким контролем до начала мая 1945 года, хотя де-юре Германия признавала их владением марионеточной Итальянской социальной республики (она же республика Сало), основанной после освобождения Муссолини из плена, но новый губернатор Уго Фаралли, примкнувший к республике Сало, был полностью зависим от немецких властей.

## Исчезновение итальянской общины
Германские войска на Додеканесских островах капитулировали 9 мая 1945 года и не оказывали сопротивления высаживавшимся на них англичанам, которые с целью облегчения контроля над островами решили восстановить итальянскую гражданскую администрацию: её главой стал бывший мэр Родоса Антонио Макки, в задачи которого входила репатриация итальянцев на родину и защита интересов тех, кто хотел остаться на Додеканах. 1 января 1947 года англичане передали власть над островами греческой администрации, которая сразу же заключила с Макки соглашение, по которому обязалась не проводить депортации итальянцев: греки верили, что бывшие колонисты могут быть полезны для восстановления разрушенной войной экономики региона. По итогам Парижского мирного договора острова в 1947 году были окончательно переданы Италией Греции.

## Архитектурное наследие

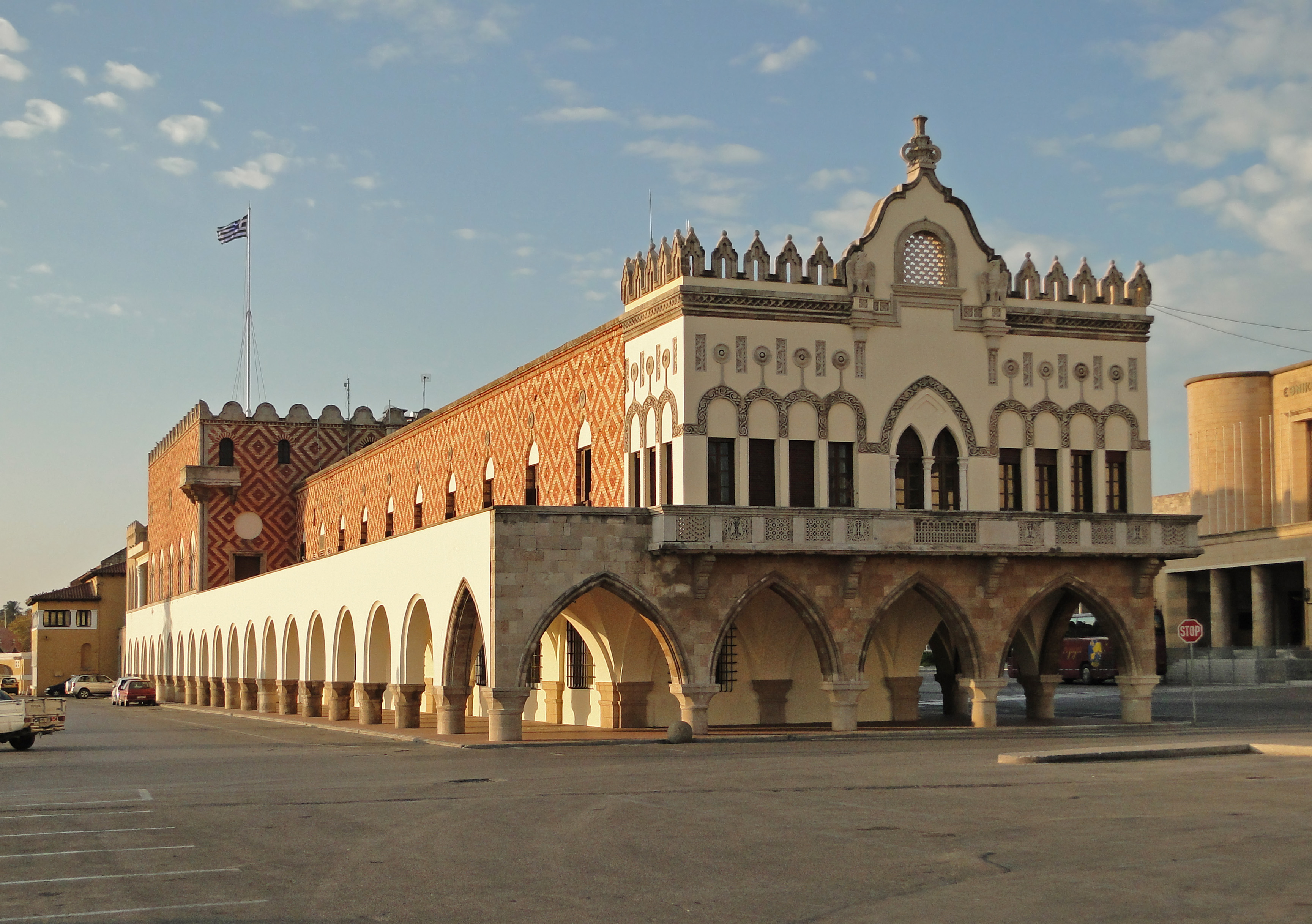
Губернаторский дворец в Родосе, арх. Флорестано Ди Фаусто